# Periboeum ocellatum
Periboeum ocellatum är en skalbaggsart som beskrevs av Pierre Émile Gounelle 1909. Periboeum ocellatum ingår i släktet Periboeum och familjen långhorningar.
Artens utbredningsområde är Paraguay. Inga underarter finns listade i Catalogue of Life.